# Landesgemeinde

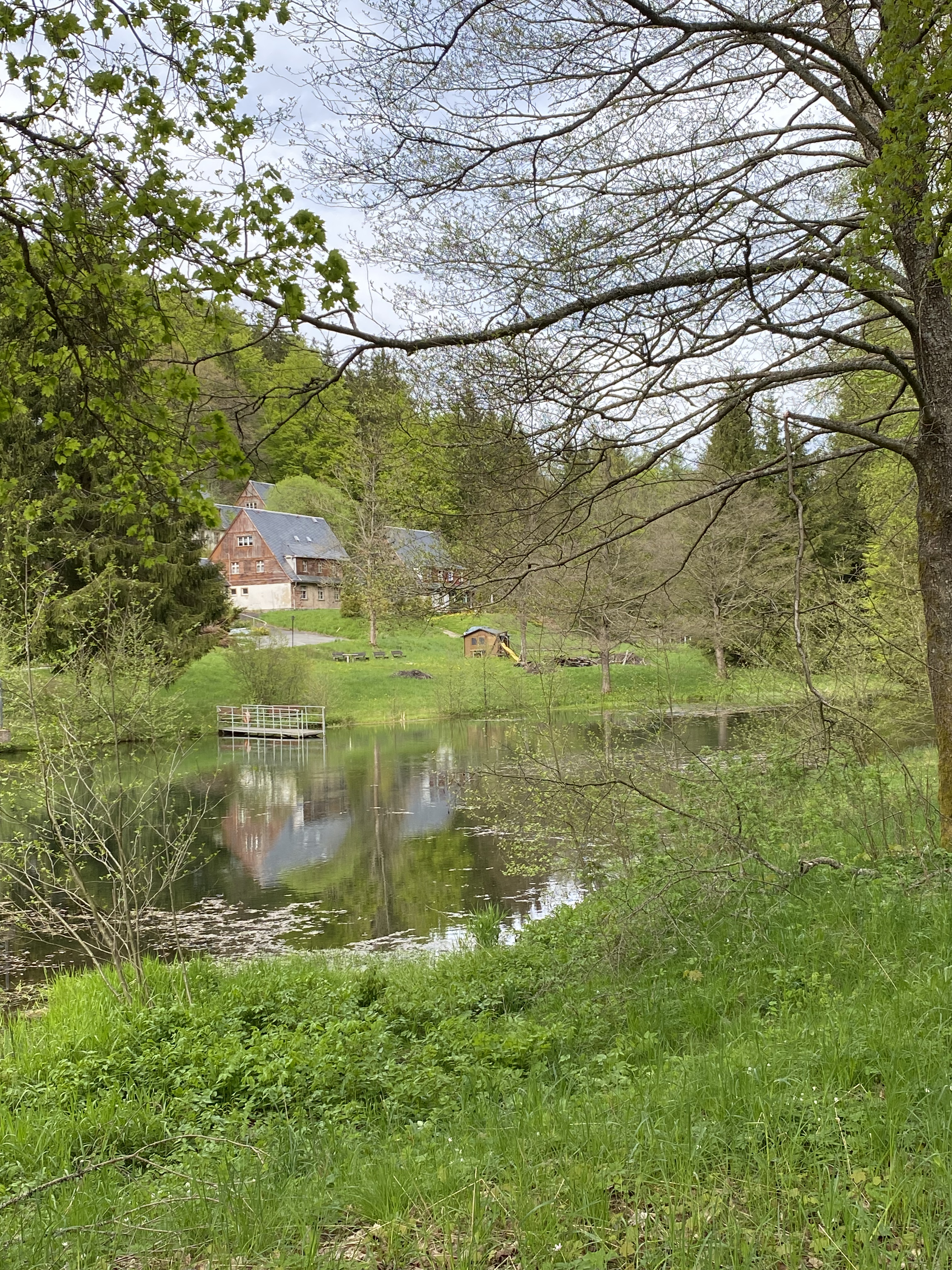
Zollbeamtenwohnhäuser im Tal der Landesgemeinde

Landesgemeinde ist ein Ortsteil der Stadt Markneukirchen im Vogtlandkreis im Freistaat Sachsen. Er wurde 1908 nach Erlbach eingemeindet und kam mit dieser Gemeinde am 1. Januar 2014 zur Stadt Markneukirchen.

## Geografie

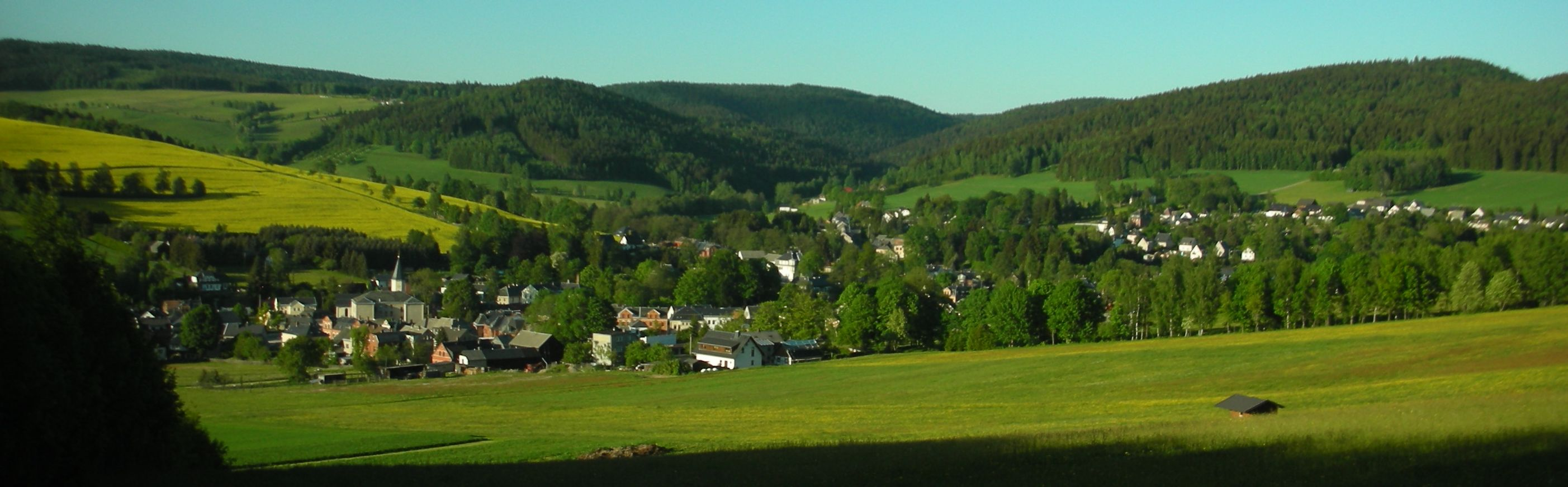
Blick über Erlbach zum Schwarzbachtal in Richtung Landesgemeinde

### Lage
Landesgemeinde liegt im Südosten des sächsischen Teils des historischen Vogtlands bzw. Oberen Vogtlands, gehört jedoch bezüglich des Naturraums zum äußersten Westen des Westerzgebirges. Im Süden und Osten grenzt der Ort an die Tschechische Republik. Um Landesgemeinde liegen u. a. die zum Elstergebirge gerechneten Gipfel Hoher Brand (802,8 m ü. NN) im Norden, Počátecký vrch (Ursprungberg) (819 m ü. NN) im Osten und Vysoký kámen (Hoher Stein) (733 m ü. NN) im Süden. Dadurch ist Landesgemeinde nur über eine Landstraße vom südwestlich gelegenen Erlbach her erreichbar. Landesgemeinde liegt im Quellgebiet des Schwarzbaches, der bei der Siedlung noch „Floßbach“ genannt wird. Der Schwarzbach mündet in Adorf/Vogtl. in die Weiße Elster. Landesgemeinde liegt im Naturpark Erzgebirge/Vogtland.

### Nachbarorte
| Oberzwota   | Zwota mit Zechenbach                        |                               |
| Gopplasgrün | Kompassrose, die auf Nachbargemeinden zeigt | Krásná u Kraslic (Schönwerth) |
| Erlbach     | Počátky (Ursprung)                          |                               |

## Geschichte

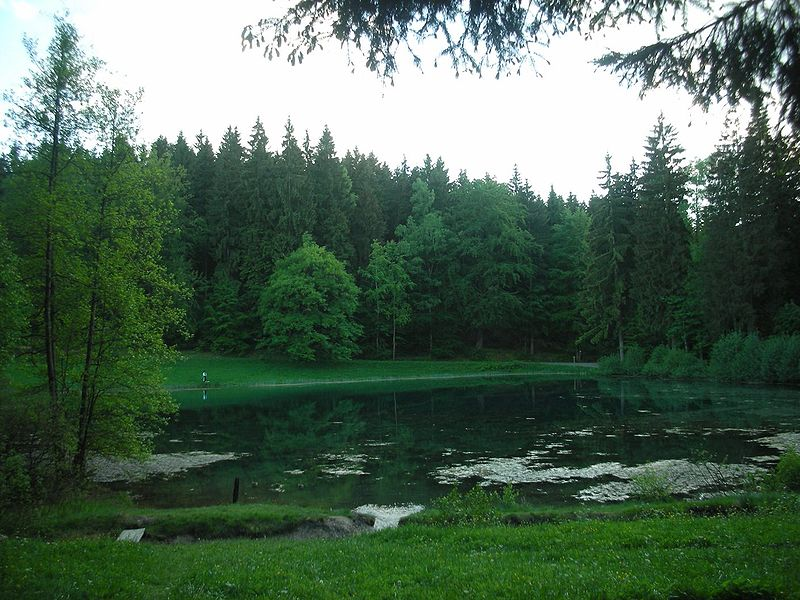
Hinterer Floßteich

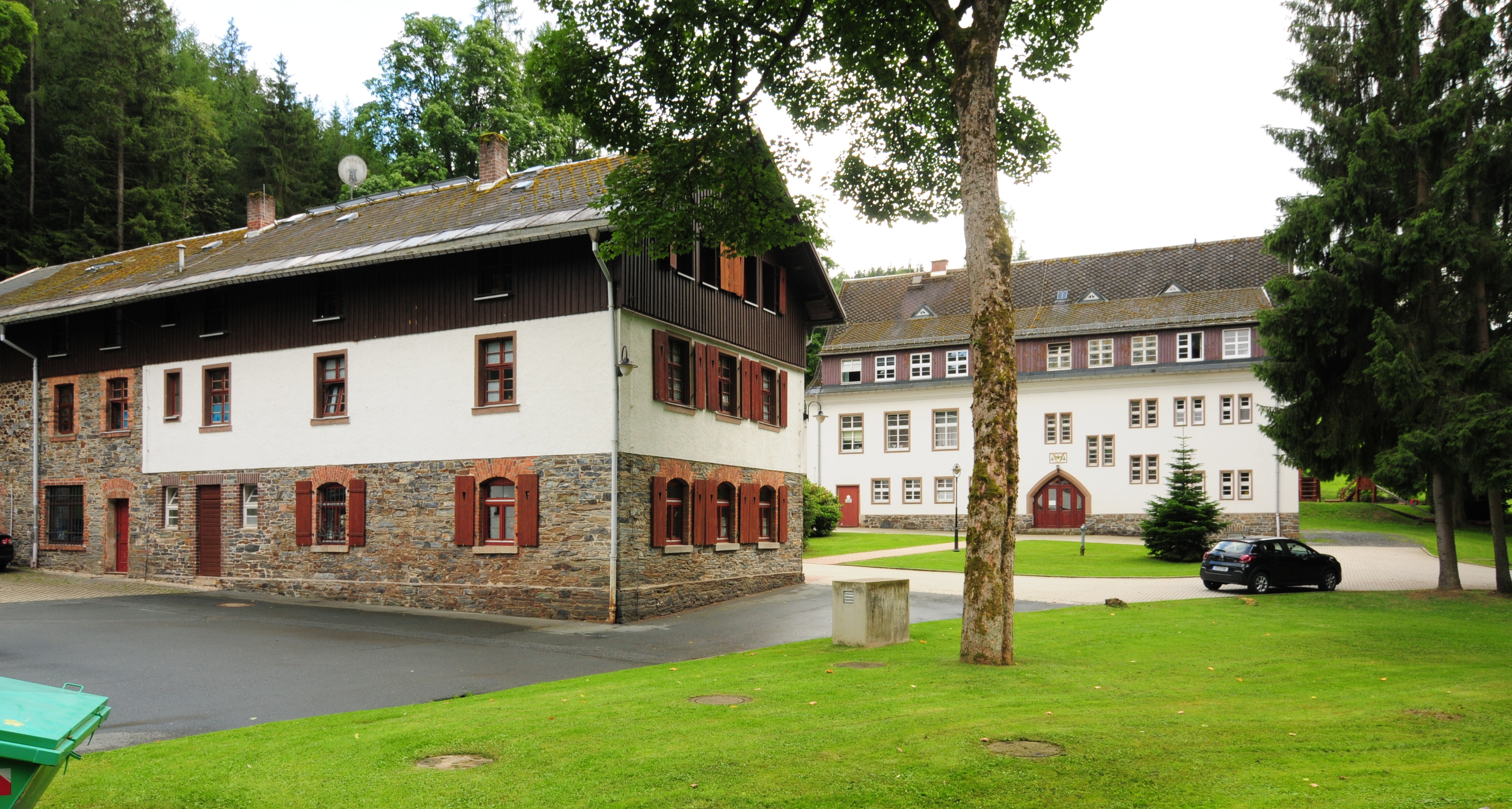
Tannenmühle

Die Lokalität Landesgemeinde im Oberen Vogtland wurde im Jahr 1542 in einer Urkunde als „Eyn orth waldes die Landesgemeyn ob dem dorff Goppelsgrun […]“ erstmals genannt. Aus dem Tal der Landesgemeinde wurde ab 1578 Holz geflößt, weshalb der durch die Ortslage fließende Schwarzbach in seinem Oberlauf auch als Floßgraben und im 18. Jahrhundert als Floßbach bezeichnet wurde. Zum Zwecke der Flößerei wurde im Jahr 1581 der „Hintere Floßteich“ angelegt. Dieser sammelt das Wasser mehrerer Quellarme des Schwarzbachs. Nicht weit davon entfernt entstand flussabwärts an einem kleinen, vom Hohen Brand herabkommenden Nebenbach (Rotsäurebächel) der „Vordere Floßteich“. Das Holz aus der Landesgemeinde wurde über den Schwarzbach und die Weiße Elster bis nach Leipzig und Halle geflößt. Schon im Jahr 1595 war die Hälfte des Waldes der Landesgemeinde verhauen, eine Forstordnung bestimmte die planvolle Wiederbestockung.
Nachdem der Hintere Floßteich im Jahr 1922 völlig ausgetrocknet war, konnte mit Hilfe finanzieller Unterstützung durch den sächsischen Staat auf Anregung der Gebirgsvereine Markneukirchen und Erlbach die Wasserfläche wieder angestaut werden. Der Zweck war die Landschaftsgestaltung in dem Waldtal.
Eine dauerhafte Ansiedlung ist erstmals im Jahr 1661 genehmigt worden, als der Floß- und Forstknecht („Förster zu Fuß“) Adam Weller hier ein Grundstück erblich verliehen bekam. Dieser Zeitpunkt wird als Gründung der Streusiedlung angesehen. Später kamen Exulanten aus Graslitz hinzu. Zur weiteren Verarbeitung des geschlagenen Holzes entstand kurze Zeit später auf Boden des Amtes Voigtsberg eine Schneidemühle, die Anfang 1668 erstmals Erwähnung fand und wofür Weller eine Konzession erhalten hatte. Dieser wohnte lange noch in Gopplasgrün und verlegte erst 1684 seinen Wohnsitz in das Landesgemeindetal, wo er das damalige Forsthaus, das spätere Gasthaus Zum Wettintal, bezog. Um 1700 ist die Schneidemühle bereits als wüst verzeichnet. Johann Nicolaus Wettengel, der Eigentümer der Oberen Papiermühle von Erlbach, erwarb im Juni 1788 den Mühlenstandort mit dem dazu gehörenden Mühlgraben. Die Erben von Johann Paul Wellers hatten bereits das Mühlengebäude neu errichtet und der neue Eigentümer betrieb sie als Papiermühle bis zur Weitergabe an seinen Sohn im Jahre 1800. Später wechselten die Eigentümer und Nutzer noch mehrmals.
Nach einem Brand im Jahr 1860 wurde sie bereits ein Jahr später wieder aufgebaut. Man stellte danach Pappe für den Futteralbedarf der Musikinstrumentenbauer her. Nachdem um 1900 die Papier- bzw. Kartonagenproduktion aufgegeben wurde, stellte die Mühle bis zur Betriebsaufgabe im Jahr 1915 Düngemittel aus zerstoßenen Knochen her. Auf dem Areal entstand 1921 ein Kinderheim, aus dem sich mit einem Erweiterungsbau zwischen 1927 und 1928 ein Kindererholungsheim (Kinderheim Tannenmühle) entwickelte.
Im 19. Jahrhundert gehörte Landesgemeinde als südlichste Ortslage mit weiteren Waldsiedlungen der Gegend um Schöneck/Vogtl., u. a. Muldenberg und Kottenheide, zur Schönecker Waldgemeinde. Im Jahr 1834 zählte die Siedlung 37 Einwohner. Landesgemeinde gehörte bis 1856 zum kursächsischen bzw. königlich-sächsischen Amt Voigtsberg. Nach 1856 gehörte Landesgemeinde, im Gegensatz zu den Nachbarorten Erlbach und Gopplasgrün, zum Gerichtsamt Klingenthal und ab 1875 zur Amtshauptmannschaft Auerbach. Um 1900 zählte Landesgemeinde als Ortsteil der nördlich gelegenen Gemeinde Zwota, mit der der Ort jedoch nicht direkt über eine Straße verbunden war.
Im Jahr 1908 wurde Landesgemeinde der einige Kilometer im Südwesten liegenden Gemeinde Erlbach (Vogtland) angegliedert, wodurch der Ort in die Amtshauptmannschaft Oelsnitz wechselte.
Während der NS-Zeit wurde das Arbeitslager „von Hindenburg“ im Landesgemeindetal betrieben.
Durch die zweite Kreisreform in der DDR kam Landesgemeinde als Ortsteil der Gemeinde Erlbach im Jahr 1952 zum Kreis Klingenthal im Bezirk Chemnitz (1953 in Bezirk Karl-Marx-Stadt umbenannt), der im Jahr 1990 als sächsischer Landkreis Klingenthal fortgeführt wurde und 1996 im Vogtlandkreis aufging. Mit der Eingliederung der Gemeinde Erlbach in die Stadt Markneukirchen wurde Landesgemeinde am 1. Januar 2014 ein Ortsteil von Markneukirchen.

## Sehenswürdigkeiten
Floßteiche
Als Zeugnisse der einstigen Flößerei sind in Landesgemeinde der Vordere und der Hintere Floßteich erhalten geblieben.
Wintersport
Bei Schnee führt die 9 km lange Hohe-Brand-Loipe über den nördlich von Landesgemeinde gelegenen Berg Hoher Brand. Die Loipe beginnt am Parkplatz Gopplasgrüner Höhe an der Bundesstraße 283 und endet in der Ortslage Landesgemeinde.